# Zab Judah
Zab Judah est un boxeur américain né le 27 octobre 1977 à New York.

## Carrière
Il remporte le titre vacant de champion du monde des super-légers IBF le 12 février 2000 en battant Jan Piet Bergman par KO à la 4e reprise. Battu l'année suivante par Kostya Tszyu, il s'empare de la ceinture WBO en détrônant aux points DeMarcus Corley.
Judah choisit ensuite de boxer en poids welters. Le 5 février 2005, il bat son compatriote Cory Spinks et lui ravit ses ceintures WBA, WBC et IBF avant d'être à son tour battu par l'argentin Carlos Manuel Baldomir le 7 janvier 2006.
Il affronte le 8 avril 2006 son compatriote invaincu Floyd Mayweather. Judah domine légèrement les 5 premiers rounds avant de décliner petit à petit au fil des rounds et perd le combat aux points par décision unanime. Il tente à nouveau sa chance le 9 juin 2007 contre le champion WBA Miguel Cotto mais est battu par KO technique au 11e round au terme d'un violent combat. Il remporte ses deux combats suivants avant de disputer le titre IBF vacant des poids welters contre Joshua Clottey, mais perd à nouveau le combat par décision technique à la neuvième reprise, à la suite d'une blessure.
Le 5 mars 2011, Zab Judah redevient champion IBF des super-légers 11 ans après son premier titre, en stoppant au 7e round Kaizer Mazuba. Dominé pendant la majeure partie du combat, un direct du gauche en contre oblige l'arbitre à compter debout le sud-africain. Ce dernier encaisse ensuite une pluie de coups sans être réellement en mesure de répliquer entraînant la fin du combat.
L’américain cède toutefois cette ceinture IBF dès le combat suivant face à Amir Khan par KO au 5e round le 23 juillet 2011. Il retrouve le chemin du succès en battant Vernon Paris en 2012, mais perd ses deux combats suivants aux points contre Danny Garcia et Paul Malignaggi.